# Canillas de Esgueva
Canillas de Esgueva – gmina w Hiszpanii, w prowincji Valladolid, w Kastylii i León, o powierzchni 23,52 km². W 2011 roku gmina liczyła 91 mieszkańców.